# Acyphas
Genre
Acyphas est un genre de lépidoptères (papillons) de la famille des Erebidae, de la sous-famille des Lymantriinae et de la tribu des Orgyiini.

## Quelques espèces
- Acyphas amphideta (Denis & Schiffermüller, 1775)
- Acyphas chionitis (Turner, 1902)
- Acyphas fusca
- Acyphas leptotypa (Turner, 1904)
- Acyphas leucomelas  (Walker)
- Acyphas pelodes
- Acyphas plagiata (Walker, 1855)
- Acyphas semiochrea (Herrich-Schaffer, [1855])